# Caridina hainanensis
Caridina hainanensis is een garnalensoort uit de familie van de Atyidae. De wetenschappelijke naam van de soort is voor het eerst geldig gepubliceerd in 1983 door Liang & Yan.